# Uzbekistán en los Juegos Olímpicos de Atenas 2004
Uzbekistán estuvo representado en los Juegos Olímpicos de Atenas 2004 por un total de 69 deportistas, 51 hombres y 18 mujeres, que compitieron en 14 deportes.
El portador de la bandera en la ceremonia de apertura fue el judoka Abdullo Tangriyev.

## Medallistas
El equipo olímpico uzbeko obtuvo las siguientes medallas:
| Nombre                 | Deporte            | Competición |
| ---------------------- | ------------------ | ----------- |
| Oro                    |                    |             |
| Artur Taymazov         | Lucha libre        | 120 kg M    |
| Alexandr Dokturishvili | Lucha grecorromana | 74 kg M     |
| Plata                  |                    |             |
| Magomed Ibragimov      | Lucha libre        | 96 kg M     |
| Bronce                 |                    |             |
| Bahodirjon Sultonov    | Boxeo              | 54 kg M     |
| Utkirbek Haydarov      | Boxeo              | 81 kg M     |